# マスカレード・ライフ
『マスカレード・ライフ』は、東野圭吾の長編ミステリ小説。「マスカレード」シリーズの第5作。

## 概要
一流ホテル「ホテル・コルテシア東京」を舞台に、元刑事の新田浩介と山岸尚美のホテルマンコンビが、難事件に挑むミステリー。
本作では死体遺棄事件をめぐるミステリーを主軸に、シリーズ過去作でたびたび触れられてきた新田の父親がコルテシア東京の宿泊客として登場し、新田が高校時代に友人が犯人と疑われた窃盗事件の真相に迫るエピソードが明かされる。
2025年7月30日に集英社より書き下ろしで単行本が刊行された。

## あらすじ
一流ホテル「ホテル・コルテシア東京」で開催される『日本推理小説新人賞』選考会の舞台裏は警視庁の極秘捜査と絡み合っていた。
死体遺棄事件の重要参考人が新人賞の最終候補の一人との情報を掴んだ捜査一課が身柄確保を狙い、賞を主催する出版社に働きかけ、会場を過去に潜入捜査の経験のある同ホテルに変更させていたのだ。
かつて捜査一課の刑事で、現在はコルテシア東京の保安課長となった新田浩介は、捜査協力を求める警察からの開示情報の少なさに、刑事を定年退職後に探偵に転身した能勢に事件の詳細調査を依頼する。
そのころ、山岸尚美は聞き覚えのある苗字を名乗る老齢の宿泊客のチェックインを担当する。シアトル在住の新田の父・新田克久であった。

## 登場人物

### 主要人物
新田浩介（にった こうすけ）
「ホテル・コルテシア東京」の保安課長。元警視庁捜査一課警部。
山岸尚美（やまぎし なおみ）
「ホテル・コルテシア東京」のフロントオフィス・マネージャー。

### 周辺人物
能勢（のせ）
元捜査一課の刑事。定年退職後に再就職した探偵事務所で所長代理の肩書を持つ。
外見からは捉えがたい慧眼を持ち、過去に彼と捜査で組んだ新田も一目置く存在。
新田からの依頼で青木晴真が関わるとされる奥多摩で発生した死体遺棄事件について調査する。

### 警視庁
梓 真尋（あずさ まひろ）
捜査一課係長。警部。黒いショートヘアに卵形の小顔。ハスキーボイス。
かつてホテル内で無許可で盗聴・盗撮し、令状なしで客室への侵入を強行しようとするなど違法捜査で新田と度々対立した。
ホテルでの捜査に備え、自腹で予約したスタンダード・ダブル（0802号室）に選考会前日からシングルユースで宿泊する。
渡瀬 幸秀（わたせ ゆきひで）
捜査第一課管理官。警視。上品な顔立ちで、綺麗な七三分け。
賭けに出ない、前例のないことはしない、無難がなによりを信条にしている人物。また、上司に対しては典型的なイエスマン。
秋吉（あきよし）
捜査一課の刑事。警部補。梓の部下。背が高い。
小野（おの）
捜査一課の若手刑事。梓の部下。選考会当日、夜明け前からフロント事務所の防犯カメラでホテル内を監視する。

### コルテシア東京
藤木（ふじき）
総支配人。過去3度、ホテル内での警視庁捜査一課による潜入捜査の協力依頼に応えている。
今回、新たに捜査協力を依頼されたことをホテルが警視庁から当てにされた「名誉なこと」と受け取り、協力する。
立花（たちばな）
若手のフロントクラーク。フロントオフィスに配属されてひと月ちょっと。
町村（まちむら）
宴会部アシスタント・マネージャー。尚美と同期の男性スタッフ。『日本推理小説新人賞』選考会の準備担当。
杉下（すぎした）
ベルキャプテン。尚美の1年先輩。過去3回、警視庁によるホテルでの潜入捜査への協力を経験している。
川本（かわもと）
男性フロントクラーク。過去の捜査一課による潜入捜査を経験している。

### 宿泊客
『日本推理小説新人賞』の選考会前日にチェックインした宿泊客
福永 菜々絵（ふくなが ななえ）
20代前半くらいの女性。母親とデラックス・ツイン（0921号室）に宿泊する。
予約時に入力されている住所は大阪で、関西弁のイントネーション。
福永 頼子（ふくなが よりこ）
菜々絵の母親。60歳前後。母娘喧嘩の末、午後11時過ぎにホテルを飛び出して行方が分からなくなる。
宮原 朋葉（みやはら ともは）
宮原亜子の妹。20代半ば。長い髪を後ろでまとめており、上品でおとなしそうな雰囲気。スタンダード・シングル（0915号室）に宿泊する。
常盤 健太朗（ときわ けんたろう）
キャップにマスク姿でバックパックを背負い、ジャケットの下にドクロマークのTシャツを着た男性。
「常盤健太朗」名義のクレジットカードで予約済のスタンダード・ツイン（0706号室）にシングルユースで宿泊する。

### 死体遺棄事件
2か月ほど前に奥多摩の山中で女性の遺体が発見された事件
青木 晴真（あおき はるま）
事件の重要参考人。39歳。神奈川出身で、都内の私立大学卒業後に総合病院の事務で働いていたが、現在はフリーター。
本名のままで『日本推理小説新人賞』に『イノチノアマリ』を応募するが放浪の旅の最中で、住所不定のため所在が掴めない。
宮原 亜子（みやはら あこ）
2年前に行方不明届けが提出されていた文京区在住の女性。31歳。2か月ほど前に奥多摩の山中で凶器の出刃包丁とともに一部白骨化した遺体で発見される。
DNA鑑定から身元が判明し、着衣の血痕や肋骨に刃物傷があったことから捜査本部が開設され、梓警部が死体遺棄事件として捜査にあたる。
埼玉県熊谷市出身で、上京して看護専門学校に通いそのまま東京で就職するが、その直後に両親を交通事故で亡くし、妹・朋葉と弟・瑛人の面倒をみていた。

### 灸英社
『日本推理小説新人賞』を主催する出版社
笹岡（ささおか）
文芸部長。白髪が目立つ温厚そうな人物。『日本推理小説新人賞』を社にとっての一大イベントと考える。
殺人事件の容疑者である青木が新人賞を受賞すれば、出版社が世間から非難を浴びるのではないかと懸念する。
浜内（はまうち）
笹岡の部下で、青木の担当編集。体育会系の雰囲気を漂わせた若者。
青木の応募作『イノチノアマリ』に惚れこみ、自ら彼の担当に立候補している。
神田（かんだ）
『小説灸英』の編集長。『日本推理小説新人賞』の選考会で司会進行役を務める。
東野の他作品『黒笑小説』『歪笑小説』にも同姓の 『小説灸英』編集長が登場する。

### 選考委員
『日本推理小説新人賞』の5名の選考委員
嵯峨野 武成（さがの たけなり）
京都在住の作家歴30年を超えるミステリ作家。本格的なトリックを使ったミステリ小説で有名。本名非公表で嵯峨野はペンネーム。
灸英社の笹岡の名前で予約したデラックス・ツインに選考会前日からシングルユースで宿泊する。
赤坂 クリス（あかさか クリス）
女流ミステリ作家。トウモロコシのヒゲのように黄色くした髪に、真赤なベレー帽。パッチワークを思わせるカラフルな上着。
嵯峨野の後押しで作家として成功したと自覚する、嵯峨野の妹分的な作家。
寒川 心五郎（さむかわ しんごろう）
嵯峨野よりキャリアの長いミステリ作家。70歳過ぎ。和服に身を包んだ昭和の文士という雰囲気だが、猫背のせいかあまり貫録を感じさせない。
過去にある文学賞の選考会でトンチンカンな意見を言って気まずい思いをしており、それ以来全体の流れを見て態度を決めていく。
東野の他作品『黒笑小説』収録の「もうひとつの助走」、「選考会」にも同姓同名の作家が登場する。
広井戸 博司（ひろいど ひろし）
ハードボイルド作家。サングラスに黒の革ジャンの出で立ち。ハードボイルドにはやたら厳しい反面、トリックを使った本格ミステリには採点が甘い。
溝本 張史（みぞもと ちょうし）
今回初めて選考委員を務めるミステリ作家。寡黙でおとなしく、自分の意見を強く主張するタイプではないとの評判。

### 新田の家族
新田 克久（にった かつひさ）
浩介の父親。弁護士。ある目的のためシアトルから帰国し、コルテシア東京のジュニア・スイート（1210号室）に宿泊する。
80歳近くになる現在もシアトルに構えた法律事務所で主に日系企業の法務を請け負っている。
新田 貴美子（にった きみこ）
浩介の母親。現在は克久とシアトルでふたり暮らし。
新田 麻美（にった あさみ）
浩介の妹。現在は建築士と結婚し、ロサンゼルスで子育てをしている。

### 大泉学園家族殺傷事件
新田が高校1年のころ、父・克久が被告の弁護を担当した世間の注目を集めた刑事事件
梶谷 徳雄（かじたに とくお）
事件の被告。当時55歳。元会社員。母親を絞殺、孫の男児を扼殺し、娘をも包丁で刺殺しようとした殺人と殺人未遂の罪に問われる。
妻・幸江をいびり、認知症が進んだ母・常代を長年の怨根から殺害し、殺人者の家族として白眼視される孫と娘が苦しまぬよう犯行に及んだと検察に供述している。
梶谷 幸江（かじたに ゆきえ）
徳雄の妻。事件前日から学生時代の友人たちと九州方面に旅行に出かけていた。

### 新田の同級生
新田が通っていた私立高校の同級生
半井 武彦（なからい たけひこ）
1年1組。野球部員。小学生のころ地元の野球クラブのエースで、キャッチャーの新田とバッテリーを組んでいた幼なじみ。
新田が帰国し私立高校に進学したのを機に再会する。高校の事務室で窃盗事件が発生した夜に、高校のそばで警備員に目撃されている。
牧野 昇太（まきの しょうた）
1年2組。野球部員。スニーカーを収集していた新田の興味を惹く入手困難なナイキのスニーカーを履いている。

### その他
花山（はなやま）
昨年の春まで大学の体育学部で教鞭をとっていた年配の女性。

## 書誌情報
単行本：2025年7月30日発売 集英社 ISBN 978-4-08-775473-5

## 用語
灸英社（きゅうえいしゃ）
『日本推理小説新人賞』を主催する出版社。東野の他作品『黒笑小説』『歪笑小説』にも登場する。
日本推理小説新人賞
小説の新人賞。作品を一般公募してその中から予備選行員が読み、優れていると判断した作品が数点残され、ホテルで行われる選考会で俎上に載せられる。
『イノチノアマリ』
『日本推理小説新人賞』の候補作のひとつ。青木晴真の応募作。
殺人に生き甲斐を見出した余命宣言された彼女のために、交際相手の男性が社会悪といえるターゲットを探し出し、斬新なトリックで殺害させるミステリ小説。
『撃鉄のポエム』
『日本推理小説新人賞』の候補作のひとつ。笹岡は受賞ラインに達していると評価しているが、嵯峨野は「昭和感まるだしのハードボイルド小説もどき」と酷評する。
東野の他作品『黒笑小説』で、作家・熱海圭介のデビュー作、小説灸英新人賞受賞作として同名の小説が登場する。
『黒果実の罠』
『日本推理小説新人賞』の候補作のひとつ。30代前半の女性が描いた官能小説とイヤミスを融合させた意欲作。